# 목두기 비디오
"목두기 비디오"(Mokdugi)는 한국에서 제작된 윤준형 감독의 2003년 미스터리, 스릴러, 다큐멘터리 영화이다. 조연호 등이 주연으로 출연하였고 윤준형 등이 제작에 참여하였다.
사실상 대한민국 최초의 페이크 다큐멘터리로 인정받는다.
당시, 페이크 다큐멘터리의 개념이 부족하던 시절, 실제 사건으로 인지하고 '그것이 알고싶다' 팀이 움직였다는 소문이 있다.
그러나, 영화의 한 쟝르임을 파악한 그알 팀이 '유오성의 백만불의 미스테리' 팀에 넘겼고, 방영되었다고 한다.
최초로 pd박스 (아프리카 티비의 전신) 라는 웹하드 기반의 플랫폼에 첫 공개되었고.
네이버, 다음등등의 온라인 포털에 공개되었다.
이후, kbs 독립영화관에 방영 후, 극장에 개봉하여서 정확히 기존의 배급 방식의 역순으로 개봉되었다.

## 출연

### 주연
- 조연호
- 양아람

### 조연
- 김병태
- 송무하
- 전향순
- 이동호
- 김나영
- 이교원
- 김정호
- 편택식
- 천풍
- 김상민
- 이명자
- 이봉준

## 기타
- 제작/프로듀서/각본/연출 : 윤준형
- 촬영 : 한상우
- 조연출: 김영갑
- 미술: 고근희
- 미술효과: 이우정